# Les
Les és una vila i municipi de la Vall d'Aran, situat al terçó de Quate Lòcs, al marge del riu Garona. És l'única població de la Vall amb el títol de Baronia.

## Geografia
- Llista de topònims de Les (Orografia: muntanyes, serres, collades, indrets..; hidrografia: rius, fonts...; edificis: cases, masies, esglésies, etc).

## Descripció
La vila es troba a 634 m d'altitud, a l'extrem meridional de l'eixamplament de la Garona conegut per Era Lana de Les, en el darrer tram del riu a la vall. La part antiga del nucli es troba a la dreta de la Garona, a cavall de l'antic Camin Reiau, mentre que l'eixample modern s'ha fet principalment a la vora esquerra, al llarg de la carretera nacional que duu a França per Pònt de Rei. Els dos sectors de la població són units pel pont de Lana. El nucli antic és presidit per l'església parroquial de Sant Joan, un edifici reconstruït a principi del segle xix. A la banda de migdia hi ha l'establiment d'aigües termals anomenants Banys de Les, coneguts ja en època romana i que es troba a l'origen de la població. L'edifici actual data, però, de mitjan segle xix. Al nord de la vila, enmig d'un extens parc, hi ha l'antiga residència dels barons de Les, coneguda per Era Baronia (segle XVII), amb una capella romànica annexa.
L'any 1929 es posà en funcionament la Central hidroelèctrica de Cledes, la qual va tancar el 1965. Actualment és un complex industrial propietat de l'empresa Neoelectra format per una instal·lació de cogeneració d'energia, una planta de recuperació de diòxid de carboni (CO₂) i una piscifactoria per a la producció de caviar.

## Activitat termal
L’activitat termal remunta, presumptament, al temps dels romans i que degué ser l’origen de la vila. Les aigües sulfuroses brollaven a 35 graus i fomentaren una gran afluència de visitants forans, fins que la construcció en el 1963 de la central hidroelèctrica de Sant Joan de Toran n'estroncà les deus. Els banys de Les van ser edificats durant la primera meitat del segle xix, amb alguna ampliació posterior. Als anys seixanta del segle passat l’edifici patí un incendi, i es reformà a principi del 2000.

## Tradicions

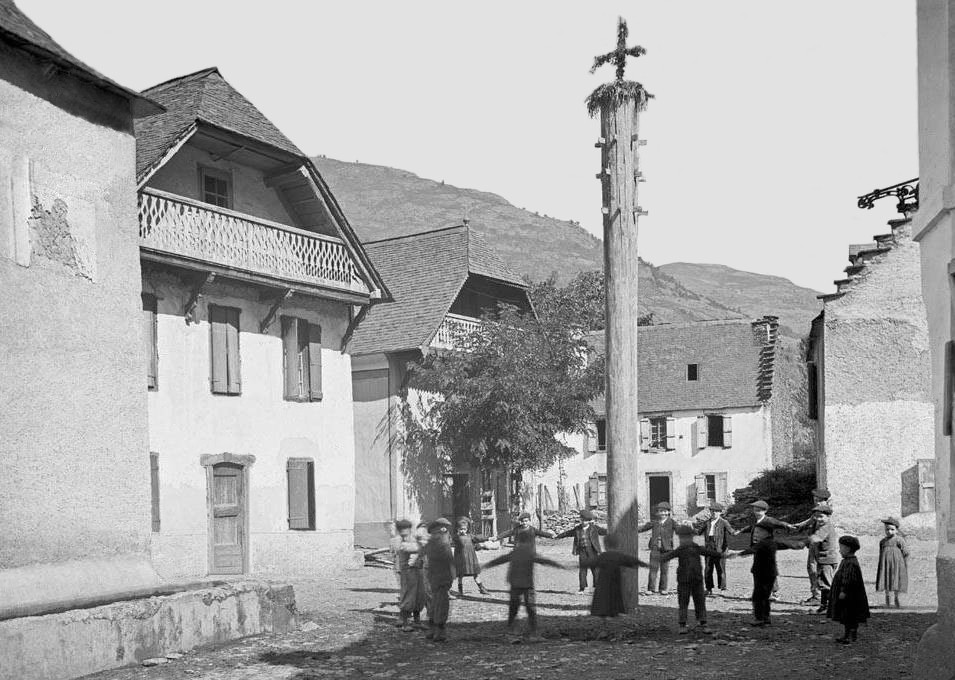
La festa de Sant Joan. Imatge d'entre 1890 i 1914

Les és conegut per la tradició de l'Haro, un tronc d'avet que, plantat a la plaça del poble, és cremat la nit de sant Joan. Cinc dies més tard, per sant Pere, es fa la quilhada, que és la plantada de l'haro que es cremarà l'any següent i que ha estat tallat al bosc a la primavera i preparat amb la shasclada, o sigui, se l'ha obert amb tascons per tal que s'assequi la fusta i que les flames hi entrin millor.

## Demografia
| 1497 f | 1515 f | 1553 f | 1717 | 1787 | 1857 | 1877 | 1887 | 1900 | 1910 |
| ------ | ------ | ------ | ---- | ---- | ---- | ---- | ---- | ---- | ---- |
| -      | -      | 40     | -    | 174  | 780  | 688  | 752  | 681  | 821  |

| 1920 | 1930 | 1940 | 1950 | 1960 | 1970 | 1981 | 1990 | 1992 | 1994 |
| ---- | ---- | ---- | ---- | ---- | ---- | ---- | ---- | ---- | ---- |
| 853  | 734  | 614  | 738  | 933  | 734  | 559  | 666  | 684  | 684  |

| 1996 | 1998 | 2000 | 2002 | 2004 | 2006 | 2008 | 2010 | 2012  | 2014 |
| ---- | ---- | ---- | ---- | ---- | ---- | ---- | ---- | ----- | ---- |
| 673  | 687  | 697  | 680  | 721  | 903  | 968  | 983  | 1.012 | 968  |

| 2016 | 2018 | 2020 | 2022 | 2024  | 2026 | 2028 | 2030 | 2032 | 2034 |
| ---- | ---- | ---- | ---- | ----- | ---- | ---- | ---- | ---- | ---- |
| 958  | 954  | 971  | 970  | 1.013 | -    | -    | -    | -    | -    |

## Política

### Alcaldes
Alcaldes des de les eleccions democràtiques de 1979
- Josep Maria Bacaria Delseny (1979 - 1979)
- Antonio Ané Carrera (1979 - 1983)
- Josep Antoni Landa Peremiguel (1983 - 1987)
- Emili Medan Ané (1987 - 2015)
- Andreu Cortés Labrid (2015 - Act)

## Lesencs i lesenques il·lustres
- Francés Boya Alòs, polític, síndic d'Aran, exdiputat al Parlament i exsenador.
- Mireia Boya i Busquet, ambientòloga, política, exregidora de Les per Corròp i exdiputada al Parlament per la CUP-CC
- Maria Pilar Busquet i Medan, política, síndica d'Aran del 1991 al 1993 i exdiputada al Parlament.
- Jèp de Montoya, escriptor i erudit
- Mari Boya, pilot d'automobilisme

## Llocs d'interès
- Banys termals de Les
- Castell de Les
- Çò de Jèp de Montoya
- Çò des de Mossènpeir
- Es Monges dera Sagrada Família
- La Baronia de Les
- Libocedres de Les III
- Capella romànica de Sant Blai (segle xii)

## Festivitats
- 23 de juny- Hèsta deth Haro
- 25 de juny- Hèsta Major de Sant Jaime
- 29 de juny- Hèsta Major de Sant Père
- 6 d'octubre- Fira de Les